# Албешть (комуна, Ботошань)
Албешть, Албешті (рум. Albești) — комуна у повіті Ботошані в Румунії. До складу комуни входять такі села (дані про населення за 2002 рік):
- Албешть (2096 осіб) — адміністративний центр комуни
- Буймечень (857 осіб)
- Жижія (657 осіб)
- Коштіуджень (665 осіб)
- Мешкетень (457 осіб)
- Тудор-Владіміреску (1885 осіб)

Комуна розташована на відстані 370 км на північ від Бухареста, 30 км на схід від Ботошань, 71 км на північний захід від Ясс.

## Населення
За даними перепису населення 2002 року у комуні проживали 6617 осіб.
Національний склад населення комуни:
| Національність | Кількість осіб | Відсоток |
| -------------- | -------------- | -------- |
| румуни         | 6379           | 96,4%    |
| цигани         | 237            | 3,6%     |
| угорці         | 1              | < 0,1%   |

Рідною мовою назвали:
| Мова      | Кількість осіб | Відсоток |
| --------- | -------------- | -------- |
| румунська | 6433           | 97,2%    |
| циганська | 184            | 2,8%     |

Склад населення комуни за віросповіданням:
| Релігія            | Кількість осіб | Відсоток |
| ------------------ | -------------- | -------- |
| православні        | 5545           | 83,8%    |
| п'ятдесятники      | 1013           | 15,3%    |
| баптисти           | 41             | 0,6%     |
| не релігійні       | 6              | 0,1%     |
| римо-католики      | 2              | < 0,1%   |
| адвентисти         | 2              | < 0,1%   |
| греко-католики     | 1              | < 0,1%   |
| мусульмани         | 1              | < 0,1%   |
| старообрядці       | 1              | < 0,1%   |
| не вказали релігію | 5              | 0,1%     |

## Зовнішні посилання
- Дані про комуну Албешть на сайті Ghidul Primăriilor [Архівовано 14 травня 2012 у Wayback Machine.]